# Khidima
Khidima est un village de l'État du Nagaland, située à l'extrême est de l'Inde, près de la Birmanie.